# Dmitri Kharine
Pour les articles homonymes, voir Kharine.
Dmitri Viktorovitch Kharine (en russe : Дми́трий Ви́кторович Ха́рин), né le 16 août 1968 à Moscou (Union soviétique), est un footballeur soviétique puis russe.

## Palmarès
Union soviétique
- Champion olympique en 1988.
- Champion d'Europe des moins de 19 ans en 1988.
- Champion d'Europe espoirs en 1990.

 Torpedo Moscou
- Vainqueur de la Coupe d'Union soviétique en 1986.

 CSKA Moscou
- Champion d'Union soviétique en 1991.
- Finaliste de la Coupe d'Union soviétique en 1992.

 Chelsea FC
- Vainqueur de la Coupe des vainqueurs de coupe en 1998.
- Vainqueur de la Coupe d'Angleterre en 1997.
- Vainqueur de la Coupe de la Ligue en 1998.